# Yvonne Nelson
Yvonne Nelson, née le 12 novembre 1985 à Accra, est une actrice ghanéenne du cinéma Ghallywood. Elle est également mannequin, productrice de cinéma et cheffe d'entreprise.

## Filmographie
La filmographie d'Yvonne Nelson, comprend les films suivants  : 
- Princess Tyra
- Crime to Christ
- To Love and Cherish
- Tears of Womanhood
- Passion of the Soul
- The Playboy
- Girls Connection
- Golden Adventure
- Local Sense
- The Return of Beyonce
- Festival of Love
- Keep My Love
- The Black Taliban
- Fantasia
- Strength of a Man
- Love and Crises
- My Loving Heart
- Love War
- The Prince's Bride
- Heart of Men
- Save The Last Kiss
- The Game
- Material Girl
- Deadly Passion
- The Queen's Pride
- Desperate to Live
- Blood is Thick
- Yvonne's Tears
- The Mistresses
- One Night in Vegas (en)
- Deadly Plot
- Threesome
- Losing You
- Pool Party
- Trapped in the Game
- Crime Suspect
- My Cash Adventure
- Save My Love
- 4Play Reloaded
- Doctor May
- Diary of a Player
- Plan B
- Obsession
- Who Am I
- Gold Diggin (en)
- Single and Married (en)
- Single, Married and Complicated
- The Price
- House of Gold
- Forbidden fruit
- If Tomorrow Never Comes
- Folly
- Classic Love
- Any Other Monday
- In April
- The Will
- The Will 2
- 4 Play Reloaded 2